# Elektropop
Elektropop og synthpop er to beslægtede former for elektronisk popmusik, der fik et gennembrud i 1980erne, og kendetegnes ved at have en synthesizer som det dominerende instrument. Electropop defineres typisk som en hårdere, mere elektronisk form for synthpop, selvom de to genrer ofte behandles synonymt.

## Elektropop før 2000
Musikgruppen Kraftwerk, der blev etableret i 1968 og brugte synthesizers i albummene Autobahn (1974), Radioaktivität (1975), Trans Europa Express (1977), Die Mensch-Maschine (1978), var de første til at slå igennem med synthesizerlyden og regnes for at være elektropop-pionererne. Efter deres succes begyndte mange europæiske grupper at inkorporere synthesizerlyde i deres værker. Sammenlignet med synthpop har electropop en hårdere, mere elektronisk lyd, der karakteriseres af trommemaskiner og hvad man i dag kalder vintage rytmer, og ofte med mindre vokal til fordel for mere synthesizer.
Numre, der er blevet kaldt elektropop, inkluderer Das Modell af Kraftwerk (1978; på albummet Die Mensch-Maschine), Are ‘Friends’ Electric (1979) af Tubeway Army, Tainted Love (1981) af  Soft Cell, Blue Monday (1983) af New Order, og Our Darkness (1984) af Anne Clark. Tidlige navne inkluderer også Gary Numan og Pet Shop Boys.
Numre, der har fået betegnelsen klassisk synthpop, er fx Just Can’t Get Enough (1981) af Depeche Mode, Sweet Dreams (Are Made Of This) (1983) af Eurythmics, Big In Japan (1984) af Alphaville, Take On Me (1985) af a-ha og Sometimes (1986) af Erasure..

## Elektropop efter 2000
Elektropop oplevede noget af en renaissance ved årtusindeskiftet, da bands som Fischerspooner (#1; 2002), Ladytron (604; 2001) og Freezepop opdaterede elektropop-lyden og gjorde den populær igen. Revitaliseringen af elektropop fik et højdepunkt med gruppen Goldfrapp, deres andet album Black Cherry og især deres tredje  album Supernature (2005).
Tidlige 2000'er-kunstnere som var påvirket af electroclash, blandt andet Ladytron og Goldfrapp, skiftede noget af genrens grynede og barske produktion og vokaler ud med mere radioklare og iørefaldende pop-sangskrivning; Samtidigt begyndte elektronisk dansemusik (EDM)-baserede kunstnere og producere som The Knife at skrive popmusik som lånte hovedelementer fra EDM-genrer, der var populære på dette tidspunkt. Genren var også inspireret til en mindre grad af den japanske technopop-genre med kunstnere som Yellow Magic Orchestra, hvilket også var navngivet elektropop. På trods af dets rødder i underjordiske elektroniske scener, modtog elektropop hurtigt popularitet fra det bredere popmarked. Genren var med på albums både fra veteran-popkunstnere som Kylie Minogue, Britney Spears og Robyn, og dengang-opkommende popstjerner som Lady Gaga og Kanye West.
Elektropops popularitet fortsatte ind i 2010'erne, hvor det inspirerede et årti med mange EDM- og popcrossovers, selvom mange af dem ikke faldt under elektropop-stilen. Underjordiske pop-kunstnere som Grimes og CHVRCHES udviklede divergerende stilarter direkte inspireret af 1980'er-synthpop, og optagelser som Porter Robinson's Worlds hjalp med at affyre en bølge af drømmende, frodig, EDM-afledt elektropop. Indflydelsen af mange 2000'er-elektropopikoner udviklet sig gennem en selvbevidst og satirisk tilgang og en før-internet-æstetik til bubblegum bass, hvilket tog genrens varme produktion til nye ekstremer. Denne streng resulterede eventuelt i fremkomsten af en mere poplig, tilgængelig og eklektisk genre kendt som hyperpop, hvilket tilsvarende byggede på 2000'er/2010'er-elektropoptræk.